# Roger de Piles

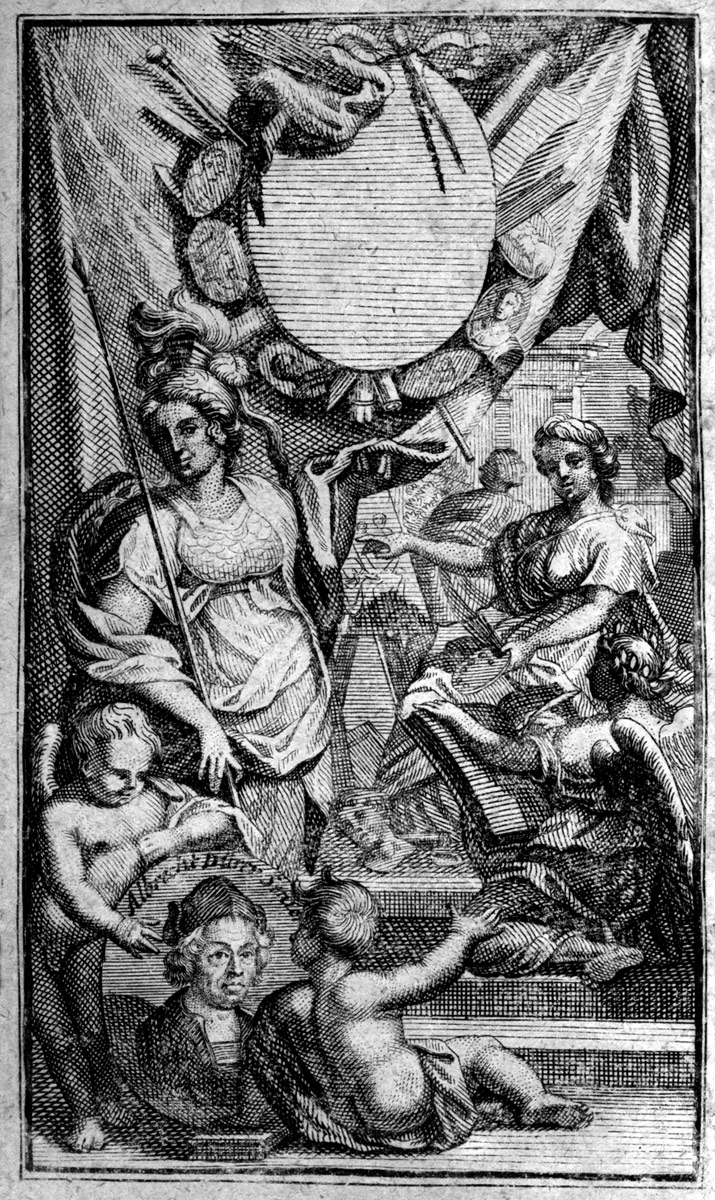
Roger de Piles, frontispicio de Historie und Leben der berühmtesten europäischen Mahler (Historia y vida de los famosos pintores europeos), Hamburgo, Benj. Schiller, 1710

Roger de Piles (7 de octubre de 1635 – 5 de abril de 1709) fue un pintor francés, grabador, crítico artístico y diplomático.

## Biografía
Nacido en Clamecy, Roger de Piles estudió filosofía y teología, y se dedicó a la pintura.
En 1662 se convirtió en tutor de Michel Amelot de Gournay,  quien fue su discípulo y compañero a lo largo de su vida, actuando como secretario en sus diversas misiones como embajador francés en Venecia, Portugal y España.
En Venecia (1682–1685) comenzó una famosa colección de grabados, dibujos y pinturas de Giorgione, Correggio, Rembrandt, Claude Lorrain, Rubens, Antoine Coypel y Jean-Baptiste Forest.
También adquirió un gusto por la intriga política, utilizando sus viajes ostensiblemente para estudiar las colecciones europeas, como comprador de obras de arte para Luis XIV, como cobertura para las misiones confidenciales, por ejemplo, en Alemania y Austria (1685) en nombre del ministro de Luis XIV, el Marqués de Louvois.
En 1692, durante la Guerra de los Nueve Años, fue arrestado en La Haya por llevar un salvoconducto falso y fue encarcelados durante cinco años. Pasó su tiempo escribiendo L'Abrégé de la vie des peintres... avec un traité du peintre parfait. publicado en 1699 tras su nombramiento como consejero honorario de la Académie royale de peinture et de sculpture de París.
En 1705 siguió a Michel Amelot de Gournay a España, pero la enfermedad le obligó a regresar a París, donde murió en 1709.

## El crítico de arte
Su importante contribución a la teoría estética se debe a su Dialogue sur le coloris ("Dialogo sobre el color"), en el que inició su famosa defensa de Rubens, con el argumento iniciado en 1671 por Philippe de Champaigne sobre los méritos relativos de dibujo y color sobre la obra de Tiziano (en una conferencia en la Académie royale de peinture et de sculpture sobre  Virgen con el Niño y San Juan de Tiziano.)
El argumento es un debate fascinante desde el comienzo del mundo clásico hasta la moderna pintura; en esencia, entre las proporciones matemáticas y la perspectiva del dibujo —el enfoque clásico— y la aplicación del color —en el enfoque moderno-. En su estudio detallado del asunto, B. Teyssèdre Roger de Piles et les débats sur le coloris au siècle de Louis XIV (1965) ofrece un relato conmovedor de la bohemia de los "modernos" en el París del siglo XVII, una historia que volvió a repetirse con los impresionistas.
En sus argumentos Roger de Piles introdujo el término "clair-obscur" (Claroscuro) para resaltar el efecto del color en acentuar la tensión entre la luz y la oscuridad en una pintura.
La forma en que Roger de Piles documentó su argumento con ejemplos europeos de Venecia y del norte de Europa era siguiendo los modelos e influencias de Antoine Coypel, Hyacinthe Rigaud, Nicolas de Largillière y François de Troy.

## Valoración de pintores
Para su último trabajo publicado:  Cours de peinture par principes avec un balance de peintres  (1708) de Piles realizó una lista de cincuenta y seis grandes pintores de su tiempo, con cuyo trabajo se dio a conocer a sí mismo como un experto crítico artístico, formado durante sus viajes.
A cada pintor de la lista lo calificó con una nota entre el 0 y el 18 en: la composición, el dibujo, el color y la expresión. Esto le dio una visión general de la apreciación estética como articulación obtenida por el equilibrio entre el color y el dibujo. Las calificaciones más altas fueron para Rafael Sanzio y Rubens, con una nota ligeramente mejor para el color de Rubens y una nota ligeramente mejor para la composición de Rafael. Pintores que obtuvieron muy mala nota en todo lo que no fuera el color fueron Giovanni Bellini, Giorgione y notablemente Caravaggio, con 16 en el color y 0 (cero) en la expresión. Pintores que quedaron muy por detrás de Rubens y Rafael pero en los que el equilibrio entre el color y el dibujo era perfecto eran Lucas van Leyden, Sébastien Bourdon y Alberto Durero.

## Lista
La lista es una transcripción de Manlio Brusatin: Histoire des couleurs (Paris: Flammarion, 1986, pp. 103–104), reproducida en Elisabeth G. Holt Literary Sources of Art History, (Princeton: Princeton University Press, 1947), pp. 415–416)
| Pintor                                       | Composición | Dibujo | Color | Expresión |
| -------------------------------------------- | ----------- | ------ | ----- | --------- |
| Andrea del Sarto                             | 12          | 16     | 9     | 8         |
| Federico Barocci                             | 14          | 15     | 6     | 10        |
| Jacopo Bassano                               | 6           | 8      | 17    | 0         |
| Giovanni Bellini                             | 4           | 6      | 14    | O         |
| Sébastien Bourdon                            | 10          | 8      | 8     | 4         |
| Charles Le Brun                              | 16          | 16     | 8     | 16        |
| Los Carracci (Annibale, Agostino y Ludovico) | 15          | 17     | 13    | 13        |
| Caballero de Arpino                          | 10          | 10     | 6     | 2         |
| Correggio                                    | 13          | 13     | 15    | 12        |
| Daniele da Volterra                          | 12          | 15     | 5     | 8         |
| Abraham van Diepenbeeck                      | 11          | 10     | 14    | 6         |
| Domenichino                                  | 15          | 17     | 9     | 17        |
| Alberto Durero                               | 8           | 10     | 10    | 8         |
| Giorgione                                    | 8           | 9      | 18    | 4         |
| Giovanni da Udine                            | 10          | 8      | 16    | 3         |
| Giulio Romano                                | 15          | 16     | 4     | 14        |
| Guercino                                     | 18          | 10     | 10    | 4         |
| Guido Reni                                   | x           | 13     | 9     | 12        |
| Holbein                                      | 9           | 10     | 16    | 3         |
| Jacob Jordaens                               | 10          | 8      | 16    | 6         |
| Luca Giordano                                | 13          | 12     | 9     | 6         |
| Giovanni Lanfranco                           | 14          | 13     | 10    | 5         |
| Leonardo da Vinci                            | 15          | 16     | 4     | 14        |
| Lucas van Leyden                             | 8           | 6      | 6     | 4         |
| Miguel Ángel                                 | 8           | 17     | 4     | 8         |
| Caravaggio                                   | 6           | 6      | 16    | O         |
| Murillo                                      | 6           | 8      | 15    | 4         |
| Otto Venius                                  | 13          | 14     | 10    | 10        |
| Palma el Viejo                               | 5           | 6      | 16    | 0         |
| Palma el Joven                               | 12          | 9      | 14    | 6         |
| Parmigianino                                 | 10          | 15     | 6     | 6         |
| Gianfrancesco Penni                          | O           | 15     | 8     | 0         |
| Perino del Vaga                              | 15          | 16     | 7     | 6         |
| Sebastiano del Piombo                        | 8           | 13     | 16    | 7         |
| Primaticcio                                  | 15          | 14     | 7     | 10        |
| Rafael                                       | 17          | 18     | 12    | 18        |
| Rembrandt                                    | 15          | 6      | 17    | 12        |
| Rubens                                       | 18          | 13     | 17    | 17        |
| Francesco Salviati                           | 13          | 15     | 8     | 8         |
| Eustache Le Sueur                            | 15          | 15     | 4     | 15        |
| Teniers                                      | 15          | 12     | 13    | 6         |
| Pietro Testa                                 | 11          | 15     | 0     | 6         |
| Tintoretto                                   | 15          | 14     | 16    | 4         |
| Tiziano                                      | 12          | 15     | 18    | 6         |
| Anton van Dyck                               | 15          | 10     | 17    | 13        |
| Francesco Vanni                              | 15          | 15     | 12    | 13        |
| Veronese                                     | 15          | 10     | 16    | 3         |
| Taddeo Zuccaro                               | 13          | 14     | 10    | 9         |
| Federico Zuccaro                             | 10          | 13     | 8     | 8         |

## Escritos
- De Arte Graphica (1668) (Traducción desde el latín al francés de Charles Alphonse Du Fresnoy)
- Dialogue sur le coloris ( Dialogo sobre el color, 1673)
- Le Cabinet de Monseigneur le Duc de Richelieu (1676)
- Lettre d'un français à un gentilhomme flamand (1676)
- La Vie de Rubens (1681)
- L'Abrégé de la vie des peintres (1699),[2]
- Cours de peinture par principes avec un balance de peintres (1708)